# 2018年埃及總統選舉
2018年埃及總統選舉於3月26日至28日舉行。
埃及全國選舉委員會於2018年1月8日公佈選舉日期。報名期為2018年1月20日至29日。海外選民將於2018年3月16日至18日提前投票。
如果首輪投票無人取得過半票數，次輪投票將於2018年4月24日至26日舉行。

## 參選人
時任總統阿卜杜勒-法塔赫·塞西於2018年1月19日宣佈參選。
埃及前武裝部隊總參謀長萨米·阿南宣佈有意參選總統後，被埃及軍方拘留。被禁制的穆斯林兄弟會表示支持阿南參選，但阿南的發言人表示阿南不會接受穆兄會開出的條件。
明日黨領導人穆薩·穆斯塔法·穆薩在報名期最後一天提交參選文件，他已取得4.7萬張選民授權書和26名國會議員的支持。而穆薩本身就是塞西的支持者之一，不少媒體都估計穆薩出選只是為了令這場選舉有競爭，增加塞西連任的認受性。

## 選舉結果
2018年4月2日，埃及全國選舉委員會宣佈阿卜杜勒-法塔赫·塞西在本次選舉勝出。
| 參選人               | 政黨               | 得票       | %     |
| -------------------- | ------------------ | ---------- | ----- |
| 阿卜杜勒-法塔赫·塞西 | 无党籍             | 21,835,387 | 97.08 |
| 穆薩·穆斯塔法·穆薩   | 明日黨             | 656,534    | 2.92  |
| 無效票／空白票       | 無效票／空白票     | 1,762,231  | –     |
| 總計                 | 總計               | 24,254,152 | 100   |
| 已登記選民／投票率   | 已登記選民／投票率 | 59,078,138 | 41.05 |
| 來源：HEC            |                    |            |       |

无效及空白票中，据信有超过百万选票投给了并未参加本次选举的埃及球星穆罕默德·萨拉赫，甚至比塞西的竞争对手穆萨的得票还要多。